# رادیو زمانه
رادیو زمانه یک رسانهٔ فارسی‌زبان با مشی چپ‌گرایانه است که بخشی از بودجهٔ آن از سوی پارلمان هلند، وزارت خارجه آمریکا، وزارت خارجه کانادا و کمیسیون اروپا تأمین می‌شود. این رسانه، بر اساس ادعای خودش، به لحاظ عملکرد محتوایی مستقل عمل می‌کند مرکز آن در آمستردام، پایتخت هلند قرار دارد.

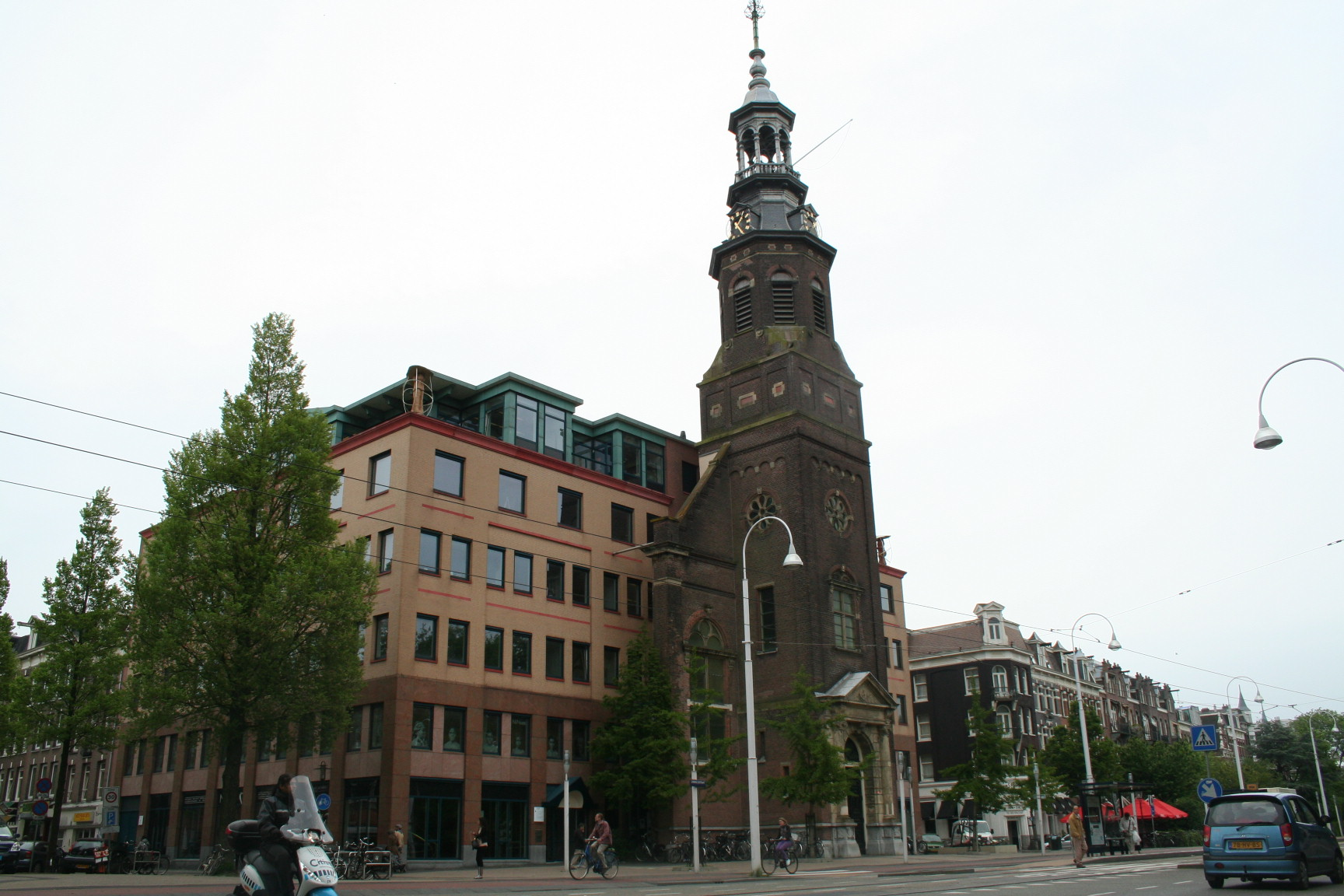
رادیو زمانه در ساختمان کیت در آمستردام

رادیو زمانه از ۱۳ مرداد ۱۳۸۵ خورشیدی با تلاش فرح کریمی، نمایندهٔ وقت حزب سبزهای چپ پارلمان هلند و از اعضای سابق مجاهدین خلق فعالیت خود را آغاز کرد. سردبیر ارشد آن از فوریهٔ ۲۰۱۲ تا اکتبر ۲۰۲۳، محمدرضا نیک‌فر از فعالان چپ‌گرا و عضو سابق فدائیان خلق بود. از اکتبر ۲۰۲۳ ایمان گنجی فعال چپ‌گرا به سردبیری ارشد رادیو زمانه رسید. گنجی در نوشته‌هایش در رادیو زمانه نظام اقتصادی ایران را «نئولیبرال» ذکر می‌کند و علت اصلی اعتراضات دهه نود در ایران را علیه این «نئولیرالیسم» در بستر جهانی می‌داند. همچنین او در رادیو زمانه ملت واحد ایران را نفی و از «اقلیت‌های ملی» در ایران استفاده می‌کند.

## همکاران
سیاست رادیو زمانه - در آغاز - به‌کارگیری گروهی کوچک در مقر اصلی آن در آمستردام و همکاری با گروهی از نویسندگان، روزنامه‌نگاران و وبلاگ نویسان ایرانی در کشورهای گوناگون بوده است. از جمله این افراد باید به ایرج ادیب زاده، آزاده اسدی، پژمان اکبرزاده، شهرنوش پارسی‌پور، مهدی خلجی، داریوش رجبیان، اردوان روزبه، ماه‌منیر رحیمی، عبدی کلانتری، معصومه ناصری، شهزاده نظروا، نیک آهنگ کوثر، عباس معروفی، بابک مینا، بهنام دارایی زاده، بهداد بردبار، بیژن روحانی، زهرا باقری شاد، مریم حسین خواه، احسان سنایی، لیدا حسینی نژاد، بهرنگ تاج دین، هادی ناصری، مهدی جامی، صنم دولتشاهی، پانته آ مدیری و … اشاره کرد.
از ژوئن ۲۰۰۶ تا ژوئن ۲۰۰۸ مسئولیت دبیری و مدیریت اجرایی بر عهدهٔ مهدی جامی بود. او گاه از بابت محافظه کاری در پوشش رویدادهای یران مورد انتقاد قرار گرفت. پس از آن به مدت کوتاهی زوران جوکوویچ و روت کرونن بورخ مدیریت رادیو زمانه را به صورت موقت بر عهده داشتند. فرید حائری‌نژاد از ژوئن ۲۰۰۹ تا ژوئن ۲۰۱۱ سردبیر این بنیاد بود و پس از آن محمدرضا نیکفر سردبیر رادیو زمانه شد. ایمان گنجی سردبیر کنونی است. از فوریه ۲۰۱۰ ارین د ولف مدیریت این بنیاد را بر عهده دارد و پس از آن یوریس فان دین.

## خط مشی
بر اساس ادعای این رسانه، محور اصلی فعالیت‌های «زمانه»، پشتیبانی از کوشش‌های فعالان حقوق بشر و جامعه مدنی در ایران است. با توجه به نبود فضای باز رسانه‌ای در ایران، یکی دیگر از اهداف زمانه، تلاش در جهت ایجاد تنوع رسانه‌ای است. «زمانه» می‌کوشد تریبونی برای صداهای «دیگر» باشد. این رسانه علیه تبعیض است و تلاش می‌کند امکانات اطلاع‌رسانی خود را در اختیار افراد و گروه‌های اجتماعی‌ای بگذرد که مورد تبعیض قرار می‌گیرند. مباحث مربوط به زنان، اقلیت‌های مذهبی، قومی، جنسی و … در کانون توجه «زمانه» قرار دارند. همچنین این رسانه می‌گوید که یک رسانه باز و آزاد و انتقادی است. همکاران زمانه ضمن رعایت استانداردهای عمومی نویسندگی و ژورنالیسم باکیفیت، خلاق و نقاد، دستی باز در گزینش و پرورش موضوع دارند. هیچ مطلبی موضع رسمی «زمانه» در کلیت آن یا در بخش مدیریت آن نیست.
مجید محمدی، جامعه‌شناس ایرانی، رادیو زمانه را رسانه‌ای با گرایش واضح چگ‌گرایی و ضدآمریکایی می‌داند که با دموکراسی‌های غربی مشکل دارد. از نظر او، گرایش ایدئولوژیک این رسانه حتی باعث شده که از اقدام پوتین در اشغال کریمه و دخالت در امور اکراین دفاع کند.

## پیشینه
در سال ۲۰۰۳ و با همت ایرانیانی مانند فرح کریمی، نمایندهٔ وقت پارلمان هلند، بودجه‌ای در این پارلمان به تصویب رسید تا یک تلویزیون فارسی‌زبان، با هدف تعامل فرهنگ‌ها و پیشبردِ آرمان حقوق بشر، در آمستردام بنیان گذاشته شود. خبر ایجاد این تلویزیون با واکنش شدید دولت ایران مواجه شد. طرح مدتی متوقف ماند و سپس بودجه در نظر گرفته شده میان چند پروژه تقسیم شد که رادیو زمانه، روزآنلاین و شهرزاد نیوز از دریافت‌کنندگان اصلی آن بودند. منبع مالی اصلی رادیو زمانه از سوی پارلمان، توسط یک نهادِ غیردولتی در زمینه رسانه با عنوان پرس ناو (Press Now) قرار گرفته است.

فرح کریمی در حال سخنرانی در کارگاه رادیو زمانه

در ژوئیه سال ۲۰۰۶ رادیو زمانه از ده‌ها تن از روزنامه‌نگاران و وبلاگ‌نویسان ایرانی که بیشتر در خارج از ایران ساکن بودند دعوت کرد تا در کارگاهی یک هفته‌ای به ارائه دیدگاه‌های خود برای ایجاد یک رسانه مستقل، تهیه برنامه و تجربیات کاری بپردازند. گزارش این گردهمایی همراه با تصاویر متعدد در تارنمای «ایرانیان» (به مدیریت جهانشاه جاوید) منعکس شد.
فرح کریمی، نماینده پیشین پارلمان هلند، در کارگاه ابراز امیدواری کرد که با کوشش‌های گردانندگان این رادیو، طرح در نهایت به ایجاد تلویزیون منتهی شود.
مدت کوتاهی پس از کارگاه، از سوم اوت ۲۰۰۶ پخش آزمایشی رادیو از اینترنت آغاز شد و از ۱۱ سپتامبر ۲۰۰۶ پخش رسمی از راه موج کوتاه و ماهواره و اینترنت با اجرای تنی چند از تهیه‌کنندگان و مجریانِ رادیو از جمله یکی از مشهورترین آنان یعنی آزاده اسدی، صورت گرفت.

## انتقادات
شماری از منتقدان رادیو اظهار داشته‌اند رادیو زمانه هویت مشخصی پیدا نکرده و خط مشی آن روشن نیست.
پخش بیش از اندازهٔ موسیقی زیرزمینی نیز در آغاز راه‌اندازی رادیو اعتراض برخی شنوندگان را برانگیخت.
رادیو همچنین در ابتدای کار از بابت فعالیت ناچیز در زمینه مسایل سیاسی روز ایران و مسایل حقوق بشر مورد انتقاد قرار گرفت لذا تاکنون با دگرگونی‌های متعددی در تخصیص برنامه‌های خود به مسایل سیاسی ایران همراه بوده است و در حال حاضر روزانه نیم ساعت مجله خبری-سیاسی پخش می‌کند. رادیو همچنین برنامه‌های متعددی را در زمینه مسئله سنگسار در ایران و بازداشت پژوهشگران ایرانی-آمریکایی پخش کرد.

## رادیو زمانه و دولت ایران
روزنامه کیهان در یادداشتی این رادیو را به اشاعه فحشا متهم کرده است. در پاسخ به این اتهام، ویلکو د یونگه، مدیر مؤسسه هلندی "پرس نو"٫ حسین شریعتمداری سردبیر روزنامه کیهان را به مذاکره دعوت کرد. از سوی دیگر شماری از ایرانیان مقیم هلند نیز آن را به ارتباط با دولت ایران یا نهادهای استعماری هلند متهم کرده‌اند. رادیو زمانه در پاسخ به اتهام ارتباط با خانه آزادی نیز پاسخی را منتشر کرد. باشگاه روزنامه‌نگاران جوان وابسته به صدا و سیمای جمهوری اسلامی نیز از رادیو زمانه با عنوان فتنه‌گر یاد کرده است. سپاه پاسداران ایران نیز در اطلاعیه‌ای رادیو زمانه و روزآنلاین را به عنوان نیروی برانداز جمهوری اسلامی ایران نام برد. با این‌حال رادیو زمانه خود را یک منبع مستقل و جدا از وابستگی نهادی و حکومتی می‌داند که صدای همهٔ قشرها را در خود جای داده است.

## داستان نویسان ایرانی در رادیو زمانه
رادیو زمانه برای نخستین بار تعداد زیادی از داستان‌های نویسندگان ایرانی را با صدای خودشان پخش کرده است که برخی از این داستان‌ها در ایران مجوز نشر پیدا نکردند. سرپرستی این طرح با عباس معروفی، نویسندهٔ ایرانی مقیم برلین و سردبیر مجله توقیف شدهٔ گردون است. رادیو با همکاری او و یکی از مجریان با سابقهٔ رادیو زمانه یعنی آزاده اسدی، در حال برگزاری مسابقه‌ای با عنوان «قلم زرین زمانه» است.

## رویکرد رادیو در پخش موسیقی
رادیو در آغاز گرایش زیادی به پخش موسیقی زیرزمینی ایران از گروه‌های گوناگون داشت. این عملکرد مورد استقبال گروه‌های زیرزمینی قرار گرفت و همچنین انتقادات زیادی را از پخش این ترانه‌ها به دلیل زبان و کلمات مورد کاربرد برانگیخت. این رویه به مرور با پرداختن به دیگر سبک‌های موسیقی تعدیل شد. رادیو زمانه در برگزاری جشنواره میان‌کهکشانی موسیقی ایرانی در شهر زندام در هلند نیز همکاری نزدیکی داشته است.
در حال حاضر به‌طور هفتگی مجلات موسیقی ایرانی، کلاسیک، و موسیقی ملل از رادیو زمانه پخش می‌شود.

## پشتیبانی و سازماندهی
رادیو زمانه تاکنون پشتیبانی مالی جشنواره موسیقی زیرزمینی ایرانی در زندان (۲۰۰۶)، بخش تهران جشنواره جهانی فیلم روتردام (۲۰۰۷) و بخشی از پروژه مستند «سخن از هایده» را به عهده داشته است.
رادیو زمانه در دسامبر ۲۰۰۹ نشستی برای بررسی وضعیت حقوق بشر و آزادی رسانه‌ها در ایران، با اجرای آزاده اسدی و با حضور شادی صدر، فعال حقوق بشر، نماینده عفو بین‌الملل و دو نماینده پارلمان هلند برگزار کرد. در این نشست، بخش‌هایی از فیلم «زنان در کفن» ساخته سردبیر رادیو، فرید حائری نژاد هم به نمایش درآمد.
در می ۲۰۱۰ رادیو زمانه به عنوان «پشتیبان رسانه‌ای» برای برگزاری شب بزرگداشت احمد شاملو و رونمایی ترجمه هلندی سروده‌های او در کتابخانه مرکزی آمستردام با ناشر همکاری داشت.

## هک شدن توسط ارتش سایبری ایران

مخاطبان رادیو زمانه در هنگام مراجعه به سایت با این صفحه مواجه می‌شوند.

در تاریخ ۱۱ بهمن ۱۳۸۸ منابع خبری اطلاعاتی مبنی بر هک شدن وبسایت این رادیو توسط ارتش سایبری ایران ارائه کردند. فرید حایری نژاد، سردبیر وقت این رادیو اعلام داشت که هکرها به ایمیل‌های مشترکان این رادیو نفوذ کرده و سعی کرده‌اند اطلاعات شخصی افرادی که در تماس با این رادیو بوده‌اند را به دست آورند.
پس از این حمله سرورهای رادیو زمانه به یکی از امن‌ترین شرکت‌های اینترنتی سپرده شده و پس از آن امکان نفوذ هکرهای ارتش سایبری از آن گرفته شد.